# Гданськ-Головний

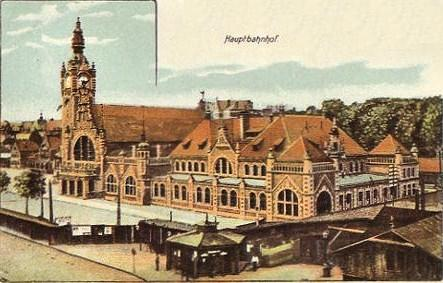
Гданськ-Головний під час побудови, на першому плані тимчасова дерев'яна пасажирська будівля, бл. 1900

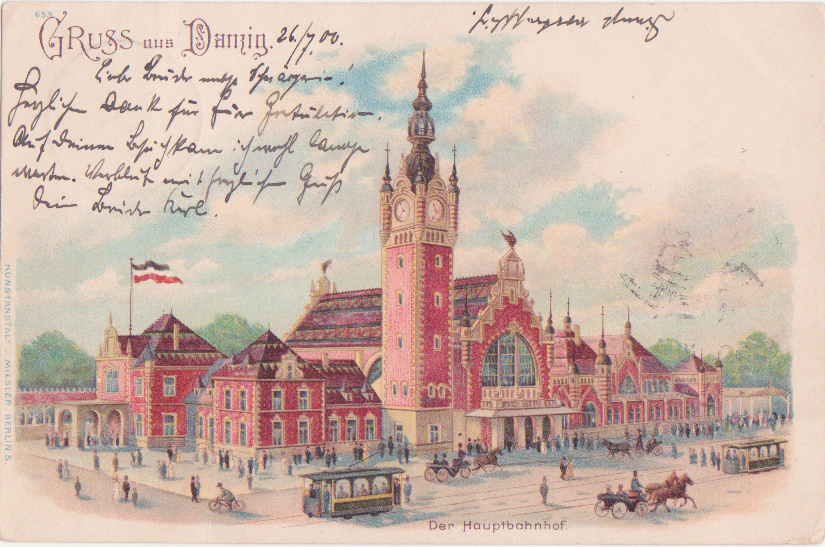
Гданськ-Головний, бл. 1903

Гда́нськ-Головни́й (пол. Gdańsk Główny) — вузлова пасажирська залізнична станція в Гданську, в Поморському воєводстві Польщі. Має 5 платформ і 11 колій. Відноситься за класифікацією до категорії А, тобто обслуговує понад 2 мільйона пасажирів щороку.

## Історія
Перша залізнична лінія у Данцигу була відкрита в 1852 році У 1867 р в районі сучасного центрального залізничного вокзалу, було побудовано невеликий тимчасовий пасажирський термінал (пол. Gdańsk Brama Wyżynna). Вхід до вокзалу був тільки із заходу з так званого Променаду «Promenade» (ul. 3 Maja). На схід від станції розташовувались міський мур та рів. Подальший розвиток станції був можливий лише по ліквідації цієї інфраструктури.
Сьогоденний залізничний вокзал було побудовано у 1894—1900, з офіційним відкриттям нім. Danzig Hauptbahnhof 30 жовтня 1900 року.
У 1945 році станція зазнала шаленої руйнації під час бойових дій, проте була відновлена у повоєнні часи.
2 січня 1952 року було відкрито новітню лінію S-bahn Триміста, що прямує паралельно старій залізниці між Гданськом і Гдинею.

## Розташування
Станція розташована в самому центрі міста, на вулиці Гродське Підвалля, 2. Гданськ-Головний є частиною важливого вузла залізнично-трамвайно-автобусних перевезень. Будівля з'єднана підземним переходом з автобусною станцією, розташованою на вулиці 3-го травня.
На протилежному боці вулиці міститься готель «Скандіц» (колишні назва: Monopol, Holiday). До 1945 року відповідного типу будівель у цьому місці було більше.

## Інфраструктура
За номенклатурою ПКП тут зустрічається 5 залізничних ліній.
На всій станції Гданськ використовуються тільки світлові семафори, всі перонні колії електрифіковані. СЦБ виду «G» знаходиться в кінці перону № 4.

## Залізничні лінії
| Початкова станція | Кінцева станція    | Тип лінії            | Відстань    |
| ----------------- | ------------------ | -------------------- | ----------- |
| Варшава-Всходня   | Гданськ-Головний   | Пасажирська/Вантажна | 327.741 км. |
| Гданськ-Головний  | Старгард           | Пасажирська/Вантажна | 333.678 км. |
| Гданськ-Головний  | Гданськ-Товарний   | Вантажна             | 0 км.       |
| Гданськ-Головний  | Гданськ Новий порт | Закрито              | 0 км.       |
| Гданськ-Головний  | Румія              | Пасажирська          | 31.849 км.  |